# Volksbank Beckum-Lippstadt
Die Volksbank Beckum-Lippstadt eG ist eine Genossenschaftsbank in Nordrhein-Westfalen mit Sitz in Lippstadt. Das Marktgebiet erstreckt sich über die Städte und Gemeinden Beckum, Erwitte, Geseke, Lippstadt, Lippetal und Wadersloh.
Das Geschäftsmodell wird getragen von der Satzung. Die Förderung der Mitglieder und Kunden im Bezug auf deren persönliche und wirtschaftliche Entwicklung bildet die Grundlage für die geschäftlichen Aktivitäten der Bank. Dies gilt für Privat- und Individualkunden sowie den gewerblichen Mittelstand. Die Volksbank Beckum-Lippstadt ist eingebettet in den genossenschaftlichen Finanzverbund.

## Geschichte
Die Gründung der Bank geht über verschiedene Fusionen und Verschmelzungen zurück auf das Jahr 1914.
Im Jahr 2012 wurde die Volksbank Benninghausen eG übernommen. Die letzte Fusion erfolgte im Jahr 2013 zwischen der Volksbank Lippstadt eG und der Volksbank Beckum eG zur heutigen Volksbank Beckum-Lippstadt eG.